# HD125273
HD125273 — хімічно пекулярна зоря спектрального класу A6, що має видиму зоряну величину в смузі V приблизно  7,6.
Вона  розташована на відстані близько 1028,9 світлових років від Сонця.